# 我孫子市立湖北台中学校
我孫子市立湖北台中学校（あびこしりつ こほくだいちゅうがっこう）は、千葉県我孫子市湖北台六丁目にある公立中学校。通称は「台中」（だいちゅう）。

## 学区
- 小学校
  - 我孫子市立湖北台東小学校
  - 我孫子市立湖北台西小学校

- 地域別

湖北台、都部、都部新田、中峠、中峠台、中峠村下、中里新田

## 沿革
- 1969年10月1日 - 我孫子市立湖北中学校より分離、開校
- 1970年2月1日 - 校章制定
- 1970年4月1日 - 本校舎落成、現地移転
- 1972年5月10日 - 校歌制定

## 施設・設備
- プール
- 体育館
- 運動場
- 武道館
- コンピュータ室
- 校内LAN

## 部活動
運動部
- 野球部
- サッカー部
- テニス部
- バレーボール部
- ソフトボール部
- 水泳部
- 陸上部
- 駅伝部
- 卓球部
- 剣道部(廃止)

文化部
- 美術部(家庭株と統合)
- 吹奏楽部
- 家庭科部(美術部と統合)
- 科学部(廃止)

## 行事
- 新入生歓迎集会
- 生徒総会
- 修学旅行
- 林間学校
- 校外学習
- 壮行会
- 体育祭
- 職場体験
- 台中祭・バザー
- 合唱コンクール
- 送る会
- 3年卒業記念行事

## 著名な出身者
- 細川ふみえ - タレント